# Scott Beattie
Scott Beattie (Kimberley, 16 maggio 1968) è un allenatore di hockey su ghiaccio, dirigente sportivo ed ex hockeista su ghiaccio canadese naturalizzato italiano.

## Palmarès
- Campionato italiano: 5

Bolzano: 1995-1996, 1996-1997
Milano Vipers: 2001-2002, 2002-2003, 2003-2004
- Coppa Italia: 1

Milano Vipers: 2002-2003
- Supercoppa italiana: 2

Milano Vipers: 2001-2002, 2002-2003

### Giovanili
- Western Collegiate Hockey Association: 2

Northern Michigan Wildcats: 1990-1991, 1991-1992
- NCAA Men's Ice Hockey National Championships: 1

Northern Michigan Wildcats: 1990-1991